# Lac Routhier
Lac Routhier är en sjö i Kanada.   Den ligger i regionen Abitibi-Témiscamingue och provinsen Québec, i den sydöstra delen av landet, 400 km nordväst om huvudstaden Ottawa. Lac Routhier ligger 266 meter över havet. Arean är 4,2 kvadratkilometer. Den sträcker sig 3,7 kilometer i nord-sydlig riktning, och 7,8 kilometer i öst-västlig riktning.
I omgivningarna runt Lac Routhier växer i huvudsak blandskog. Runt Lac Routhier är det glesbefolkat, med 17 invånare per kvadratkilometer.